# José María Quesada Lasarte
Jose María Quesada Lasarte (San Sebastián, 23 de julio de 1934 - 29 de enero de 1968) fue un dirigente de Euskadi ta Askatasuna, considerado el primer militante de la organización muerto por la represión franquista.

## Biografía
José María Quesada nació en la Parte Vieja de San Sebastián en 1934; su madre Teresa Lasarte Imaz era natural de Ondarroa; su padre Eugenio Quesada Urkia era oriundo de Asturias; tuvo una hermana llamada Juana. Durante la sublevación de 1936, Eugenio Quesada se alistó en el Ejército Republicano; según los datos del Gobierno Vasco de la época, murió en combate en las batallas de Bizkargi, y su cuerpo no fue recuperado. Su viuda Teresa subsistió limpiando casas y llevando la portería de un edificio en el barrio del Antiguo donostiarra, donde crecieron los dos niños.
A finales de la década de 1950, la parroquia de San Luis Gonzaga fue un foco donde se concentraron numerosos jóvenes. José María y sus amigos participaron de las salidas de montaña y diversas actividades, que poco a poco fueron tomando un cariz cada vez más político. José María fue detenido por primera vez en 1958, y tras pasar por la comisaría de Melitón Manzanas fue recluido en la prisión de Martutene por unos días. Hasta 1962 sería detenido seis veces más, hasta el punto de que en su casa tenía preparada una manta para llevársela a la celda cuando venía la policía.

## Militancia

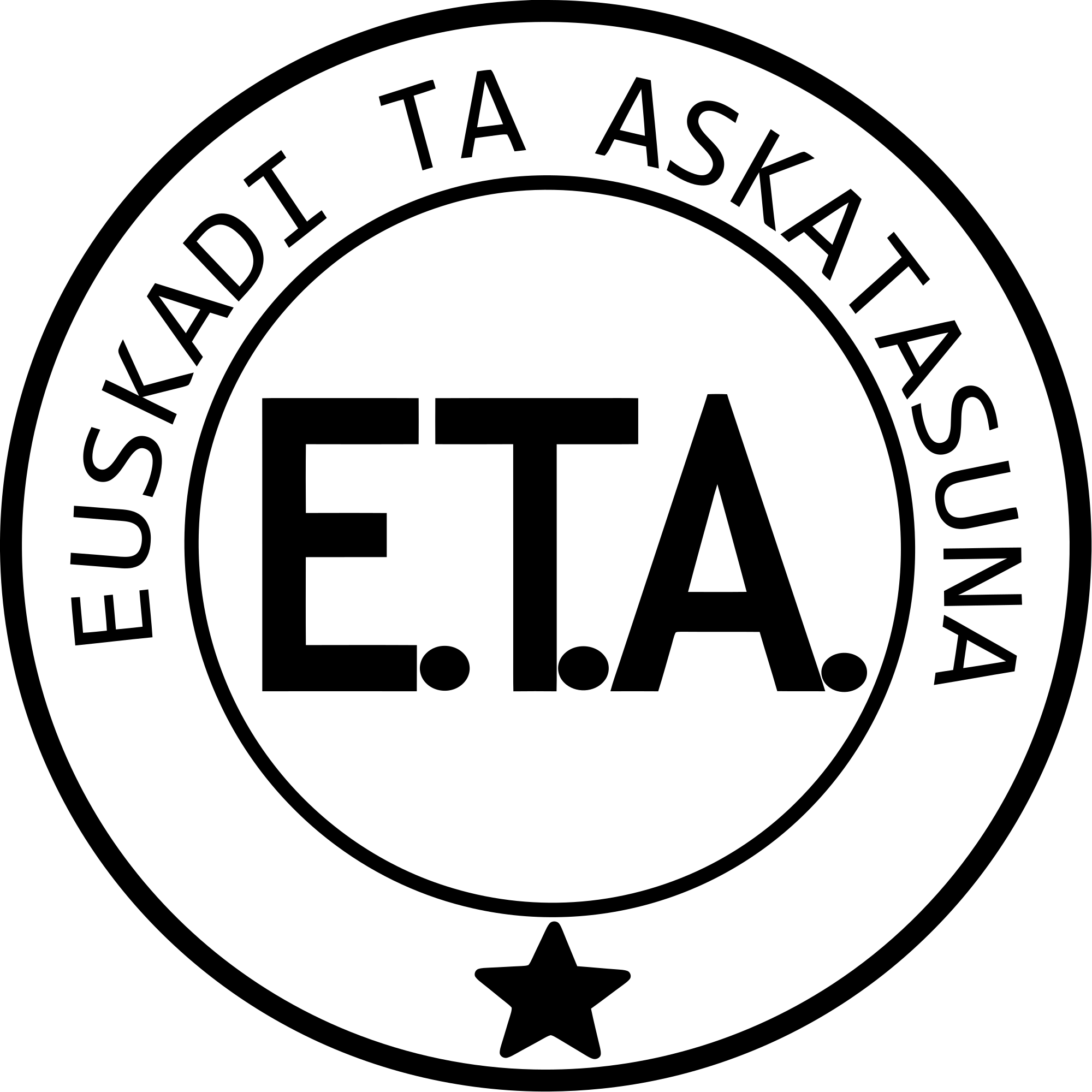

Quesada fue uno de los primeros militantes de ETA. En un informe policial de 1961 se atribuye a Quesada el segundo lugar en el organigrama jerárquico de la organización, por debajo de José Luis Álvarez Emparanza.
En 1961, tras un intento de atentado contra un tren que transportaba veteranos de guerra franquistas, y la quema de dos banderas españolas, se despliega un gran operativo en Guipúzcoa y en Vizcaya; la policía detiene a la mayor parte de la estructura de ETA, pero no llega hasta Quesada. La nueva dirección de ETA se instala en el País Vasco francés, y en su I Asamblea de mayo de 1962 (Monasterio de Belloc) decide extender sus redes en Álava y en Navarra: Quesada se hace cargo de este último territorio.

## Represión

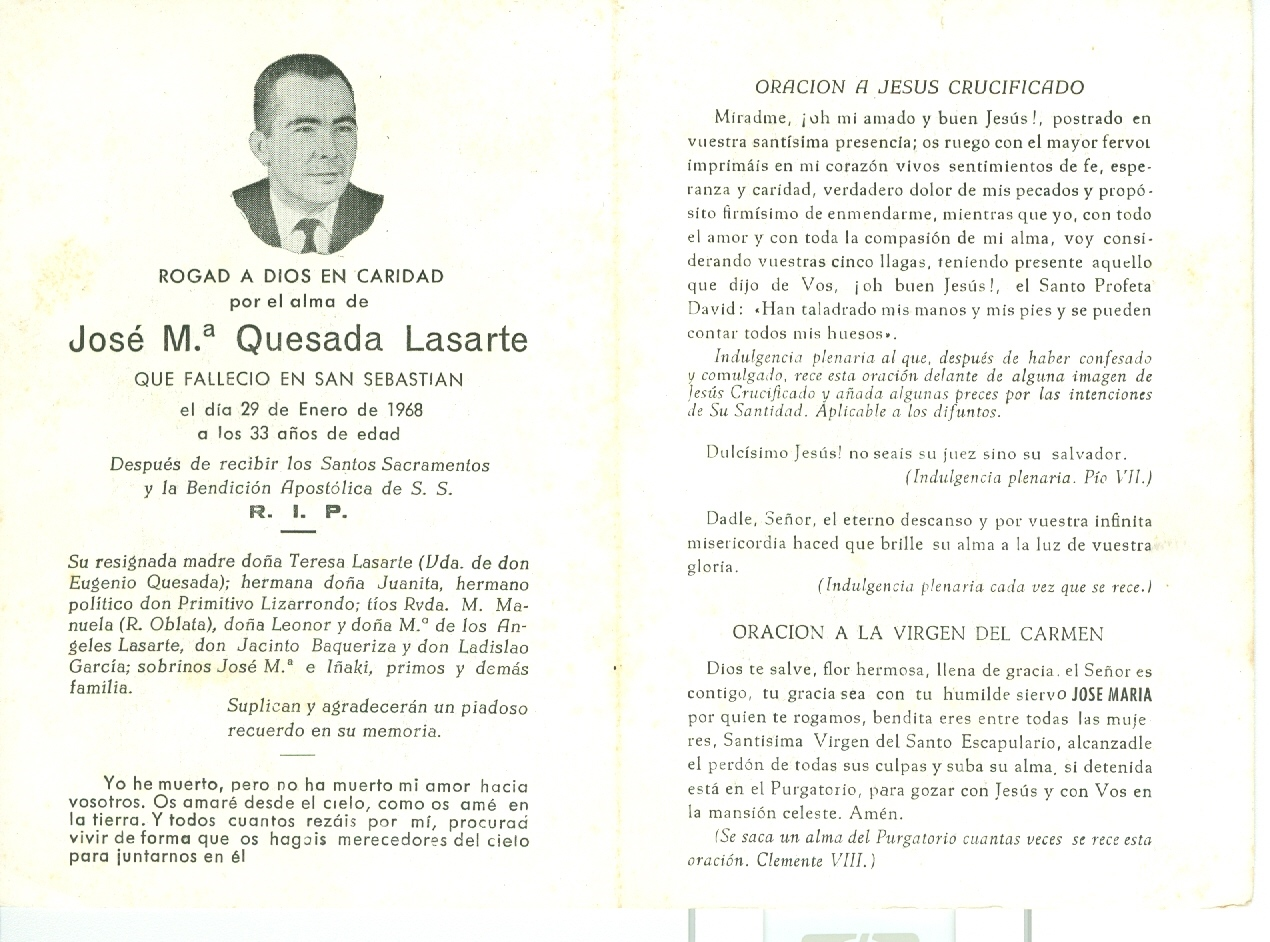

El 18 de agosto de 1962, un comando anarquista intentó matar a Franco en San Sebastián, con el apoyo logístico de ETA. El atentado falló, pero la respuesta represiva fue inmediata: entre los detenidos se hallaba Quesada, cuya pertenencia a ETA era ya conocida. Tras pasar por las manos de los torturadores Manzanas y López Arribas fue enviado a la Dirección General de Seguridad de Madrid, y tras varios días de torturas ingresó en la prisión de Carabanchel. Tenía la cabeza deformada por los golpes, las rótulas a la vista, y no podía andar. Fue juzgado en Consejo de Guerra, donde se le acusó de "participar en reuniones de ETA, ser el responsable de la organización en Navarra y repartir 8.000 pesetas entre los familiares de los presos políticos" (sic).
En la cárcel mejoró su euskara con la ayuda de Rafa Albisu (padre de Mikel Antza), pero comenzó a sufrir fuertes dolores de cabeza. Salió en octubre de 1963, con motivo de un indulto que el régimen de Franco declaró por la muerte del papa católico Juan XXIII. Quesada mantuvo la relación con sus compañeros de militancia, pero sus problemas de salud aumentaron: durante los próximos años se le practicarían tres operaciones, una en el oído y dos en el cerebro (una por necrosis, y otra por complicaciones infecciosas), todas por consecuencia de los traumatismos craneales. En 1967 su situación se agrava, con grandes dolores y pérdidas de memoria; en noviembre es ingresado en el Hospital de San Sebastián, donde fallece a los 33 años el 29 de enero de 1968.